# آرثر رو
آرثر رو هو قاضي وسياسي أمريكي، ولد في 18 يوليو 1878، وتوفي في 17 أبريل 1942. انتخب عضو مجلس نواب إلينوي ‏.